# Убажара
Убажара (порт. Ubajara)  —  муниципалитет в Бразилии, входит в штат Сеара. Составная часть мезорегиона Северо-запад штата Сеара. Входит в экономико-статистический  микрорегион Ибиапаба. Население составляет 29 845 человек на 2006 год. Занимает площадь 421,037 км². Плотность населения — 93,69 чел./км².

## История
Город основан 24 августа 1915 года. 

## Статистика
- Валовой внутренний продукт на 2003 составляет 62.409.043,00 реалов (данные: Бразильский институт географии и статистики).
- Валовой внутренний продукт на душу населения на 2003 составляет 2.183,36 реалов (данные: Бразильский институт географии и статистики).
- Индекс развития человеческого потенциала на 2000 составляет 0,6574 (данные: Программа развития ООН).

## География
Климат местности: тропический.